# Bausen (Clenze)
Bausen ist ein Ortsteil der Gemeinde Clenze im niedersächsischen Landkreis Lüchow-Dannenberg. 
Das Rundlingsdorf liegt nordöstlich vom Kernbereich von Clenze und südlich der B 493.

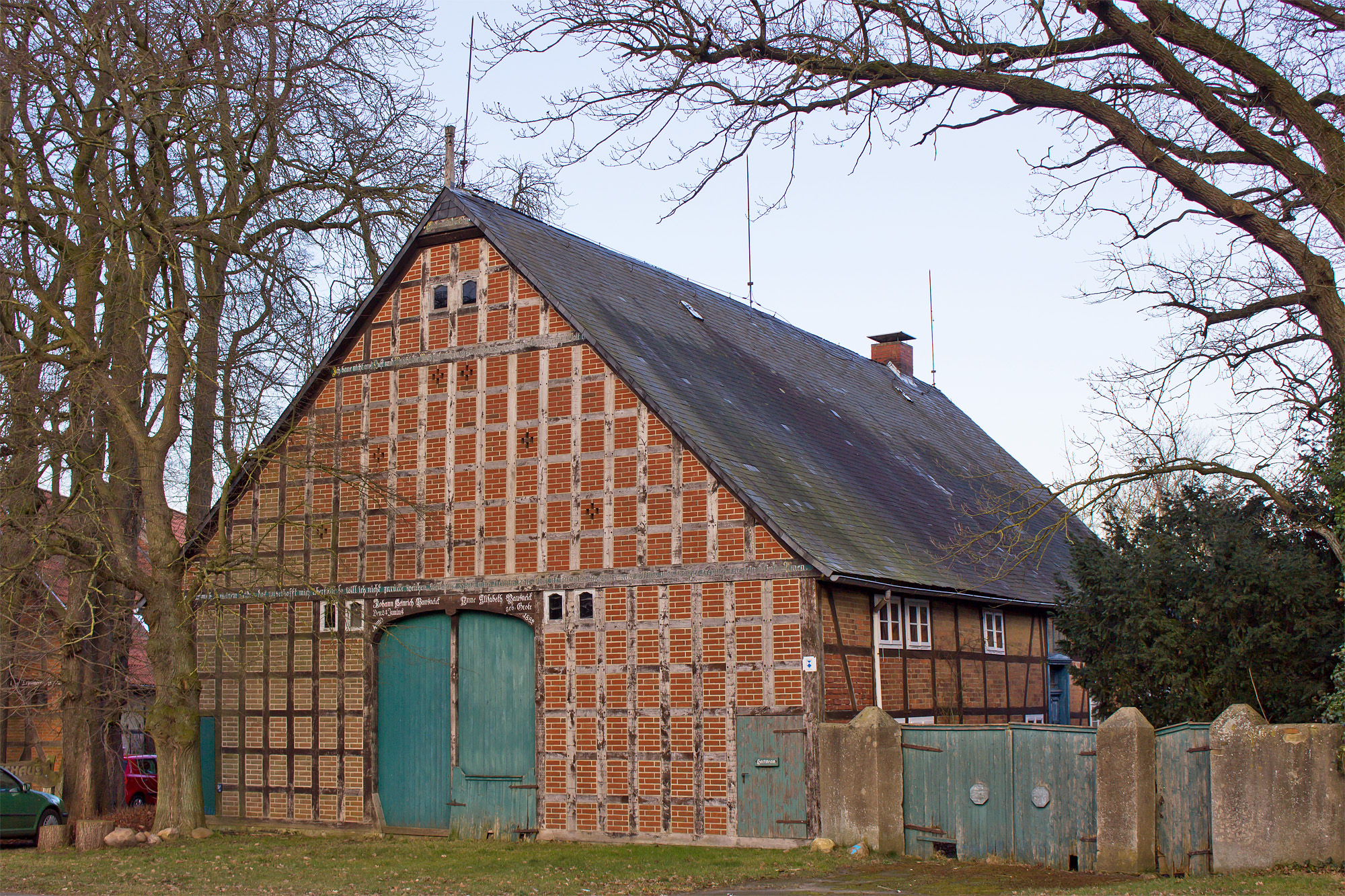
Hallenhaus im Rundling Bausen

## Geschichte
Am 1. Juli 1972 wurde Bausen in die Gemeinde Clenze eingegliedert.